# Ligidium cycladicum
Ligidium cycladicum là một loài chân đều trong họ Ligiidae. Loài này được Matsakis miêu tả khoa học năm 1977.